# Про це не можна забувати (фільм, 1954)
«Про це не можна забувати» (рос. «Об этом забывать нельзя») — російський радянський чорно-білий пропагандистський фільм кіностудії ім. Максима Горького. Вийшов на екрани в 1954 році. Режисер: Леонід Луков.

## Сюжет
Дія відбувається по завершенні Другої світової війни в одному з міст Західної України. Видний український письменник-комуніст Олександр Гармаш (Сергій Бондарчук) написав книгу, в якій затаврував ворогів СРСР. Вороги СРСР намагаються вбити Гармаша…
В основу фільму покладена ідеалізована історія з життя Ярослава Галана…

## В ролях
- Сергій Бондарчук —  Олександр Гармаш
- Лідія Смирнова,
- Ольга Жизнєва,
- Олена Гоголєва,
- Микола Плотніков,
- Олександр Хвиля,
- Валентина Ушакова,
- В'ячеслав Тихонов — Ростислав
- Микола Крючков,
- Віра Орлова — Глаша, домробітниця
- Валентина Березуцька — студентка

та інші.

## Цікаві факти
- У фільмі звучить вірш про любов до України, при цьому автор вірша (В'ячеслав Тихонов[2]) після слів «Я Украйну люблю все сильніш» піддається обструкції та звинуваченням у ненависті до людей України та однодумстві з Михайлом Грушевським та Степаном Бандерою.